# Silvestre Selva
Silvestre Selva Sacasa (Granada, 31 de diciembre de 1777 - 1855) fue un político nicaragüense que siendo senador en la Asamblea Legislativa del Estado fue designado para ejercer como Supremo Director Provisorio del Estado de Nicaragua asumiendo funciones como el 12.º Supremo Director desde el 16 de diciembre de 1844 hasta el 20 de enero de 1845 con sede en la ciudad de Masaya.

## Origen
Fue hijo ilegítimo del Teniente General José Roberto Sacasa Marenco y Ubalda Rosalía Selva del Castillo Mayor. 
Nació en Granada, el 31 de diciembre de 1777 y falleció en el año de 1855.

## Ascenso al poder
En 1844 tuvo lugar la llamada Guerra contra Malespín, cuando León fue sitiada por tropas aliadas de El Salvador y Honduras al mando del General Francisco Malespín, gobernante militar salvadoreño y un conservador convencido de que obtuvo el apoyo de los legitimistas granadinos. 
José Francisco del Montenegro y Juan Ruiz fueron los embajadores enviados por Granada y Rivas ante Malespín, con el resultado de la creación de un gobierno Provisorio a cargo del senador Silvestre Selva con sede en la ciudad de Masaya y  sin el consentimiento de León, sede del gobierno de Emiliano Madriz quien como Senador Supremo Director dirigía las defensas de la ciudad, la cual finalmente fue ocupada con el posterior saqueo de sus iglesias.